# Thecla argentinensis
Thecla argentinensis är en fjärilsart som beskrevs av Clench 1946. Thecla argentinensis ingår i släktet Thecla och familjen juvelvingar. Inga underarter finns listade i Catalogue of Life.